# Harry Beaumont
Harry Beaumont, pseudonimo di Louis de Beaumont (Abilene, 10 febbraio 1888 – Santa Monica, 22 dicembre 1966), è stato un regista, attore e sceneggiatore statunitense.

## Biografia
Lavorò dalla metà degli anni '10 fino alla fine degli anni '40 per molti degli studios hollywoodiani: Fox, Goldwyn, Metro, Warner Brothers e MGM.
Negli anni della prima guerra mondiale, lavorò per il teatro di rivista a New York, prima di passare a recitare per la Edison Film Company. In quel periodo, cominciò a scrivere le sue prime sceneggiature. Nel 1914, firmò il suo primo film insieme al regista Ashley Miller. Lavorò anche per gli studios della Essanay.
Nel periodo muto, tra i suoi film di più grande successo figurano Beau Brummell (1924), con John Barrymore, e Le nostre sorelle di danza (1928), con Joan Crawford.
Nel 1929 diresse il primo film sonoro musicale della MGM, La canzone di Broadway, che vinse nel 1930 l'Oscar al miglior film, mentre Beaumont venne candidato per l'Oscar al miglior regista (vinto però da Frank Lloyd con Trafalgar).

### Vita privata
Harry Beaumont sposò l'attrice Hazel Daly, dalla quale ebbe due figlie, le gemelle Anne e Geraldine. Il regista morì il 22 dicembre 1966 all'età di 78 anni a Santa Monica, in California.

## Filmografia

### Regista
- My Friend from India, co-regia di Ashley Miller – cortometraggio (1914)
- Poisoned by Jealousy (1915)
- For His Mother (1915)
- The Bedouin's Sacrifice (1915)
- A Spring of Shamrock (1915)
- The Call of the City – cortometraggio (1915)
- Her Happiness (1915)
- The Land of Adventure (1915)
- The White Alley (1916)
- Destiny  (1916)
- The Roughneck (1916)
- Joyce's Strategy (1916)
- The Little Samaritan (1916)
- A Rose of Italy (1916)
- A Million for a Baby (1916)
- Twin Fates (1916)
- His Little Wife (1916)
- The Truant Soul (1916)
- Skinner's Dress Suit (1917)
- Burning the Candle (1917)
- Skinner's Bubble (1917)
- Filling His Own Shoes (1917)
- The Rainbow Box (1917)
- Local Color (1917)
- Skinner's Baby (1917)
- The Long Green Trail (1917)
- Go West, Young Man (1918)
- Thirty a Week (1918)
- Brown of Harvard (1918)
- A Wild Goose Chase (1919)
- A Man and His Money (1919)
- The Little Rowdy (1919)
- One of the Finest (1919)
- The City of Comrades (1919)
- Heartsease (1919)
- Lord and Lady Algy (1919)
- Toby's Bow (1919)
- The Gay Lord Quex (1919)
- Dollars and Sense (1920)
- The Great Accident  (1920)
- Going Some (1920)
- Stop Thief (1920)
- Ufficiale 666 o Chi sarà il ladro (Officer 666) (1920)
- Marito, si... ma a modo mio! (Fourteenth Lover) (1922)
- Glass Houses (1922)
- The Ragged Heiress (1922)
- Very Truly Yours (1922)
- Seeing's Believing (1922)
- Lights of Desert (1922)
- Cinque divorzi e un matrimonio (They Like 'Em Rough) (1922)
- Bimba per cinque dollari (The Five Dollar Baby o The $5 Baby) (1922)
- Fulmine (June Madness) (1922)
- Love in the Dark (1922)
- Crinoline and Romance (1923)
- Main Street (1923)
- La casa delle 4 ragazze (The Gold Diggers) (1923)
- Pandemonio (A Noise in Newboro) (1923)
- Don't Doubt Your Husband (1924)
- Beau Brummel (1924)
- Babbitt (1924)
- The Lover of Camille (1924)
- Sirena di acciaio (A Lost Lady) (1924)
- Recompense (1925)
- Mille disgrazie e una fortuna (His Majesty, Bunker Bean) (1925)
- Rose of the World (1925)
- Miss Charleston (Sandy) (1926)
- Womanpower (1926)
- One Increasing Purpose (1927)
- Amore di re (Forbidden Hours) (1928)
- Le nostre sorelle di danza (Our Dancing Daughters) (1928)
- Scapoli d'armi (A Single Man) (1929)
- La canzone di Broadway (The Broadway Melody) (1929)
- Cuori e motori (Speedway) (1929)
- Great Day (1930)
- Lord Byron of Broadway, co-regia di William Nigh (1930)
- Amore bendato (Children of Pleasure) (1930)
- Ragazze e giovanotti del 1890 (The Florodora Girl) (1930)
- Ragazze che sognano (Our Blushing Brides) (1930)
- Those Three French Girls (1930)
- La via del male (Dance, Fools, Dance) (1931)
- Laughing Sinners (1931)
- Tante donne e nessuna (The Great Love) (1931)
- Risveglio (West of Broadway) (1931)
- Are You Listening? (1932)
- Unashamed (1932)
- Faithless (1932)
- Made on Broadway (1933)
- When Ladies Meet (1933)
- Should Ladies Behave (1933)
- Il mistero del vagone letto (Murder in the Private Car) (1934)
- Un incantevole aprile) (Enchanted April) (1935)
- The Girl on the Front Page (1936)
- Con l'aiuto della luna (When's Your Birthday?) (1937)
- Maisie Goes to Reno (1944)
- Baciami e lo saprai! (Twice Blessed) (1945)
- Up Goes Maisie (1946)
- The Show-Off (1946)
- Una donna in cerca di brividi (Undercover Maisie) (1947)
- Gentiluomo ma non troppo (Alias a Gentleman) (1948)

### Attore
- One Hundred Years Ago, regia di Gaston Mervale (1911)
- A Ticket in Tatts, regia di Gaston Mervale (1911)
- A Tale of the Australian Bush, regia di Gaston Mervale (1911)
- A Daughter of Australia, regia di Gaston Mervale (1912)
- Come vennero aperti gli occhi di Patrick (How Patrick's Eyes Were Opened) (1912)
- The Butler and the Maid (1912)
- A Personal Affair (1912)
- Their Hero (1912)
- How Father Accomplished His Work (1912)
- Apple Pies (1912)
- How the Boys Fought the Indians (1912)
- An Intelligent Camera (1912)
- The Librarian (1912)
- Uncle Mun and the Minister (1912)
- A Queen for a Day, regia di C.Jay Williams (1912)
- Linked Together (1912)
- A Thrilling Rescue by Uncle Mun, regia di C.J. Williams (1912)
- The Third Thanksgiving, regia di J. Searle Dawley (1912)
- The Totville Eye, regia di C.J. Williams (1912)
- Saving the Game, regia di Charles M. Seay (1912)
- Annie Crawls Upstairs, regia di Charles J. Brabin (1912)
- No Place for a Minister's Son, regia di Ashley Miller (1912)
- An Old Fashioned Elopement, regia di C.J. Williams (1912)
- For Her, regia di Harold M. Shaw (1912)
- It Is Never Too Late to Mend, regia di Charles M. Seay (1913)
- False to Their Trust, regia di J. Searle Dawley, Walter Edwin (1913)
- The Dancer, regia di Ashley Miller (1913)
- Over the Back Fence, regia di C.J. Williams (1913)
- Confidence, regia di Bannister Merwin (1913)
- It Wasn't Poison After All, regia di C.J. Williams (1913)
- Mother's Lazy Boy (1913)
- Bread on the Waters, regia di George Lessey (1913)
- The Elder Brother, regia di Bannister Merwin (1913)
- The Two Merchants, regia di Charles M. Seay (1913)
- Her Royal Highness, regia di Ashley Miller (1913)
- Who Will Marry Mary?, regia di Walter Edwin (1913)
- Joyce of the North Woods, regia di Ashley Miller (1913)
- A Light on Troubled Waters, regia di Walter Edwin (1913)
- The Contents of the Suitcase, regia di Walter Edwin (1913)
- The Girl and the Outlaw, regia di Walter Edwin (1913)
- A Woodland Paradise, regia di Walter Edwin (1913)
- A Face from the Past, regia di Walter Edwin (1913)
- Elise, the Forester's Daughter, regia di Walter Edwin (1913)
- The Haunted Bedroom – cortometraggio (1913)
- The Mystery of the Dover Express, regia di George Lessey (1913)
- The Witness to the Will, regia di George A. Lessey – cortometraggio (1914)
- The Active Life of Dolly of the Dailies, regia di Walter Edwin - serial (1914)
- An American King, regia di George Lessey – cortometraggio (1914)
- The Man of Destiny, regia di Walter Edwin – cortometraggio (1914)
- An Absent-Minded Mother, regia di Charles H. France – cortometraggio (1914)
- A Boarding House Romance, regia di Charles H. France – cortometraggio (1914)
- The Borrowed Finery – cortometraggio (1914)
- A Princess of the Desert, regia di Walter Edwin – cortometraggio (1914)
- The Unopened Letter, regia di Preston Kendall – cortometraggio (1914)
- The Mystery of the Silver Snare, regia di George Lessey – cortometraggio (1914)
- Her Grandmother's Wedding Dress, regia di George Lessey  – cortometraggio(1914)
- His Sob Story, regia di George Lessey – cortometraggio (1914)
- The Mystery of the Fadeless Tints, regia di George Lessey – cortometraggio (1914)
- The Shattered Tree, regia di Ben F. Wilson – cortometraggio (1914)
- The Ever-Gallant Marquis, regia di Ashley Miller – cortometraggio (1914)
- The Mystery of the Octagonal Room, regia di George Lessey – cortometraggio (1914)
- The Birth of the Star Spangled Banner, regia di George A. Lessey – cortometraggio (1914)
- Treasure Trove, regia di Ashley Miller – cortometraggio (1914)
- An Absent-Minded Cupid, regia di Ashley Miller – cortometraggio
- The Blue Coyote Cherry Crop, regia di Ashley Miller – cortometraggio (1914)
- A Transplanted Prairie Flower, regia di Ashley Miller – cortometraggio (1914)
- The Heritage of Hamilton Cleek, regia di Ben F. Wilson – cortometraggio (1914)
- What Could She Do, regia di John H. Collins – cortometraggio (1914)
- His Chorus Girl Wife, regia di Ashley Miller – cortometraggio (1914)
- Who Goes There?, regia di Ashley Miller – cortometraggio (1914)
- Young Mrs. Winthrop, regia di Richard Ridgely (1915)
- Tracked by the Hounds, regia di Charles H. France (1915)
- A Thorn Among Rose (1915)
- Her Husband's Son, regia di Charles Brabin (1915)
- In Spite of All, regia di Ashley Miller (1915)
- That Heavenly Cook – cortometraggio (1915)
- The Master Mummer (1915)
- The Stoning, regia di Charles Brabin (1915)
- Poisoned by Jealousy, regia di Harry Beaumont (1915)
- Jack Kennard, Coward, regia di Charles M. Seay (1915)
- Her Proper Place, regia di Langdon West (1915)
- Her Vocation, regia di James W. Castle (1915)
- The White Alley, regia di Harry Beaumont (1916)
- The Roughneck, regia di Harry Beaumont (1916)
- The Discard, regia di Lawrence C. Windom (1916)
- Putting It Over (1916)
- The Grouch (1916)
- The Mutiny of the Bounty, regia di Raymond Longford (1916)
- His Little Wife, regia di Harry Beaumont (1916)
- The Woman Suffers, regia di Raymond Longford (1918)

### Sceneggiatore
- A Daughter of Australia, regia di Gaston Mervale (1912)
- Lost -- a Pair of Shoes, regia di Preston Kendall – cortometraggio (1914)
- Her Happiness, regia di Harry Beaumont (1915)
- The Land of Adventure, regia di Harry Beaumont (1915)
- The Little Samaritan, regia di Harry Beaumont (1916)
- Burning the Candle, regia di Harry Beaumont (1917)
- Filling His Own Shoes, regia di Harry Beaumont (1917)
- Brown of Harvard, regia di Harry Beaumont (1918)
- The Little Rowdy, regia di Harry Beaumont (1919)
- June Madness, regia di Harry Beaumont (1922)

### Produttore
- The Five Dollar Baby, regia di Harry Beaumont (1922)
- Love in the Dark, regia di Harry Beaumont (1922)
- Ragazze che sognano (Our Blushing Brides), regia di (non accreditato) Harry Beaumont (1930)

### Montatore
- Main Street, regia di Harry Beaumont (1923)

### Altro
- See Here, Private Hargrove, regia di Wesley Ruggles - Harry Beaumont fa parte dell'équipe tecnica a Fort Bragg (non accreditato) (1944)